# Гостомель
Госто́мель — селище в Бучанському районі Київської області України. Центр Гостомельської селищної громади. Місто-герой (6 березня 2022).

## Історія

Пам'ятник магдебурзькому праву.

### Від давніх часів до початку ХІХ століття
Перша письмова згадка про нього датується 1494 роком. У 1495 великий князь литовський Олександр надає Гостомель князеві Іванові Львовичу Глинському (Дашковичу). У 1509 році після зради Глинських московитам маєток королем Сигізмундом I надається Семену (Сеньку) Полозу.
У 1614-му польський король Сигізмунд III надав Гостомелю магдебурзьке право. Село Гостомель отримало міські права за сприяння власника — Станіслава Харленського, сина київського підкоморія Фелікса.
Під час національно-визвольної війни під проводом Б. Хмельницького, він стає козацьким сотенним містечком Київського полку. 1654 був захоплений Московією. 1694 року була збудована тут церква. У липні 1768 року в містечку побували гайдамаки Івана Бондаренка. У 1866-му Гостомель перетворюється на волосний центр, активно розвивається. Він був свідком багатьох історичних подій, пов'язаних з минулим нашої країни.

### ХХ століття

#### Українська революція
У ході Української революції територія Гостомеля стала частиною проголошеної ІІІ Універсалом Української Народної Республіки у складі адміністративно-територіальної одиниці Київ. У ході Першої радянсько-української війни опиняється під контролем більшовиків, але згодом деокуповується українською владою в ході контрнаступу. З утворенням Української Держави на чолі з Павлом Скоропадським стає частиною Київської губернії. У ході Другої радянсько-української війни остаточно опиняється під контролем більшовиків.

#### Радянський період

Радянський герб Гостомеля

У 1938 році стає селищем міського типу. Під час Другої світової війни в липні 1941 фронт тимчасово стабілізувався по лінії річки Ірпінь в районі Гостомеля, де йшли запеклі бої. Надалі, селище було окуповано німецькими військами. В умовах окупації тут діяла підпільна організація, яка збирала зброю, розповсюджувала листівки, розгромила поліцейський відділок та разом з партизанами підірвала міст через річку Ірпінь. 6 листопада 1943 року селище знову потрапило під контроль совєцької влади у результаті наступу Червоної армії.
У 1962 році Ірпеню були підпорядковані Гостомель та інші селища (йому надано статус міста обласного значення).
У 1971 році чисельність населення склала 6000 мешканців. Тут діяли скляний завод, крохмальний завод, автопідприємство, промкобінат та радгосп «Бучанський» овоче-молочного направлення, який мав 3600 га землі. У 1972 році село Мостище було включене до території селища Гостомель. Справжньою окрасою населеного пункту залишається Свято-Покровська церква.

### Незалежна Україна
13 травня 1990 року рішенням Гостомельської селищної Ради був утворений герб Гостомеля, який використовували до прийняття нового 23 січня 2003 року. У травні 1995 Кабінет міністрів України затвердив рішення про приватизацію розташованих у селищі скляного заводу, крохмального заводу, а в липні того ж року було затверджено рішення про приватизацію радгоспу.
Станом на 1 січня 2013 року населення селища складало 14 411 мешканців. 24 грудня 2019 року в Гостомелі відкрили станцію очищення води.

#### Російське вторгнення в Україну (2022)
Докладніше: Битва за Гостомель та Бої за Гостомельський аеропорт
24 лютого 2022 року Росія почала атакувати аеродром в Гостомелі. Близько 7:00 ранку російська ракета розірвалася біля цивільного житлового будинку в Гостомелі. Під час боїв за Гостомельський аеродром ЗСУ збили 3 гелікоптери із 34, проте війська РФ встигли висадити десант, зав'язався бій.
Близько 19:20 того ж дня надійшла інформація про захоплення Гостомеля окупантами. Під час висадки десанту військ РФ було знищено найбільший та найпотужніший у світі транспортний літак, створений київським КБ імені Антонова. Проте ЗСУ застосувала артилерію та авіацію і заявили про зачистку аеропорту. Десант розбігся по полях та лісах. Вже о 18:02 президент України заявив про те, що десант заблоковано і дано наказ на знищення. Пізніше радник голови Офісу Президента Олексій Арестович заявив, що в Гостомелі продовжуються бої. Близько 22:30 того ж дня голова підкомітету з держбезпеки та оборони парламентського комітету з нацбезпеки Федір Веніславський (фракція «Слуга народу») повідомив, що аеропорт перебуває під контролем ЗСУ. До цього була озвучена інформація про російський десант з 400 чоловік, який намагався висадитися в Гостомелі, проте сили нацгвардії відбили цей наступ. Радник голови Офісу Президента Олексій Арестович озвучив втрати серед окупантів — 200 чоловік.
Станом на 26 лютого українським військам вдалося відстояти Гостомель. Близько 10 ранку з'явилася інформація про захоплення російським спецназом військової частини № 3018 4 броп НГУ (у джерелі її номер помилково названий як 3017). Диверсанти перевдягнулися у форму українських військових і вирушили у напрямку до Києва.
1 квітня 2022 року голова Київської обласної військової адміністрації Олександр Павлюк заявив, що російські війська залишили Гостомель. 2 квітня 2022 року Міноборони України оголосило всю Київську область, де розташований Гостомель, вільною від російських військ після того, як російські війська покинули цю територію.
20 травня 2024 року Кабінет Міністрів України погодив надання статусу міста селищу Гостомель. 17 липня 2025 року проєкт постанови був відкликаний та знятий з розгляду.

## Населення

### Мова
Розподіл населення за рідною мовою за даними перепису 2001 року:
| Мова                | Відсоток |
| ------------------- | -------- |
| українська          | 90,3 %   |
| російська           | 9 %      |
| інші/не визначилися | 0,7 %    |

## Заклади
У селищі працює низка великих підприємств, які добре відомі не тільки в Україні, а й за її межами. Розвивається середній та малий бізнес. У Гостомелі знаходяться такі заклади соціально-побутової сфери, як готель «Корчма», дві перукарні, ательє по ремонту телевізорів, три відділення зв'язку. В галузі освіти тут функціонують чотири школи: з них — дві загальноосвітні та дві початкові, дитячий дошкільний заклад № 17 «Веселка», Центр творчості дітей та юнацтва.
На території селища розташовані деякі потужні підприємства, які добре знають не тільки в Україні, а й у всьому світі. Це зокрема, державне підприємство «Антонов» (близько 1320 працівників) і ВАТ «Гостомельський склозавод» (близько 800 працівників). Вони найбільші платники податків до бюджету, стабільно працюють і розвиваються. Непогано йдуть справи й на інших підприємствах селища: ВАТ «АТП-13250» (близько 125 осіб персоналу) — пасажирські перевезення; фірма «АТАД & К» — виготовлення виробів з деревини та інші. У Гостомелі знаходяться й підприємства, які безпосередньо причетні до сільського господарства. Це СТОВ «Бучанське», «Рено», «Промінь» та сортовипробувальна станція.

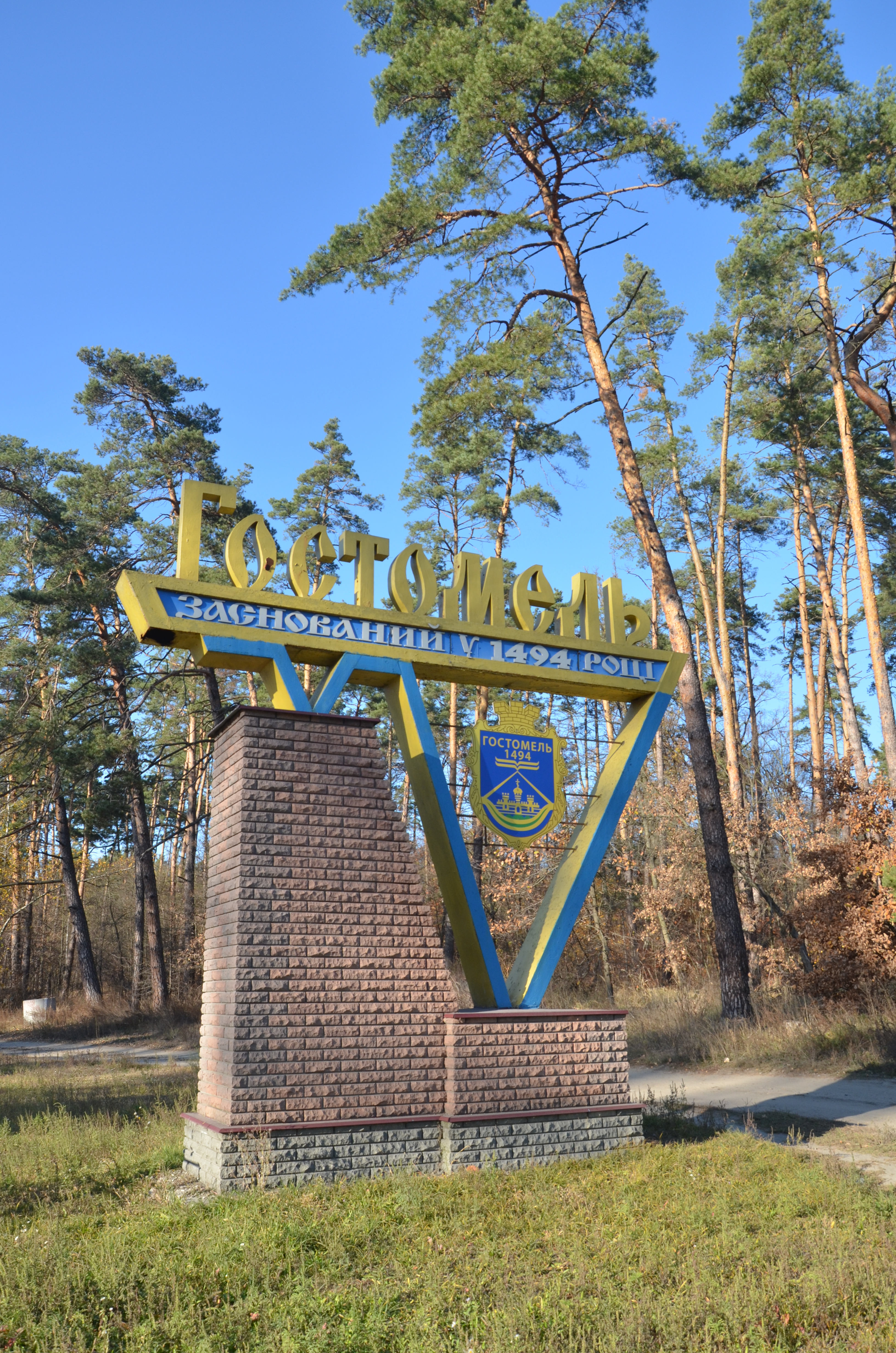
Знак на в'їзді в Гостомель
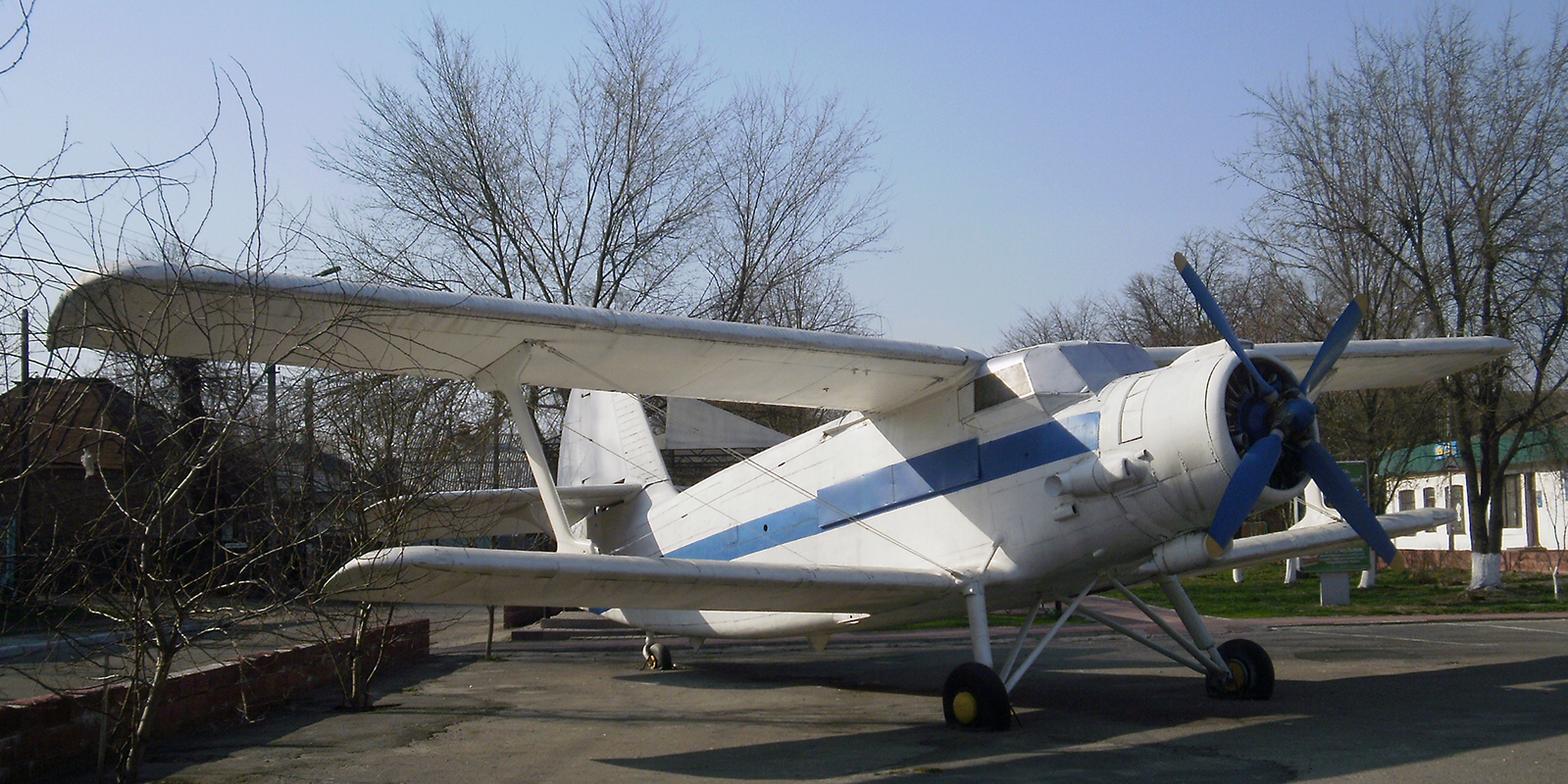
Літак Ан-2 на селищній алеї
Пам'ятник Богородиці на селищній алеї
Меморіал
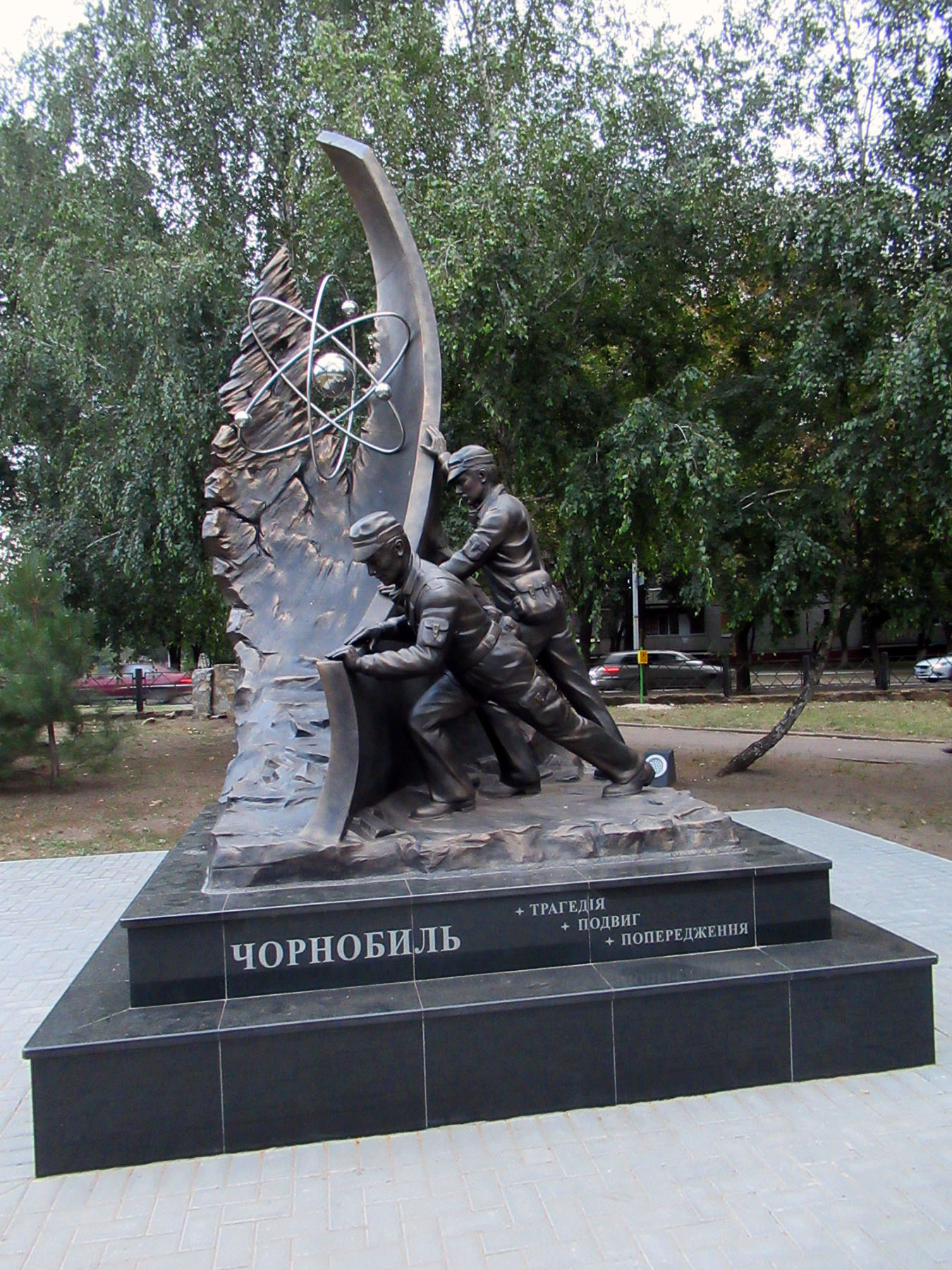
Пам'ятник чорнобильцям
Склозавод «Ветропак»
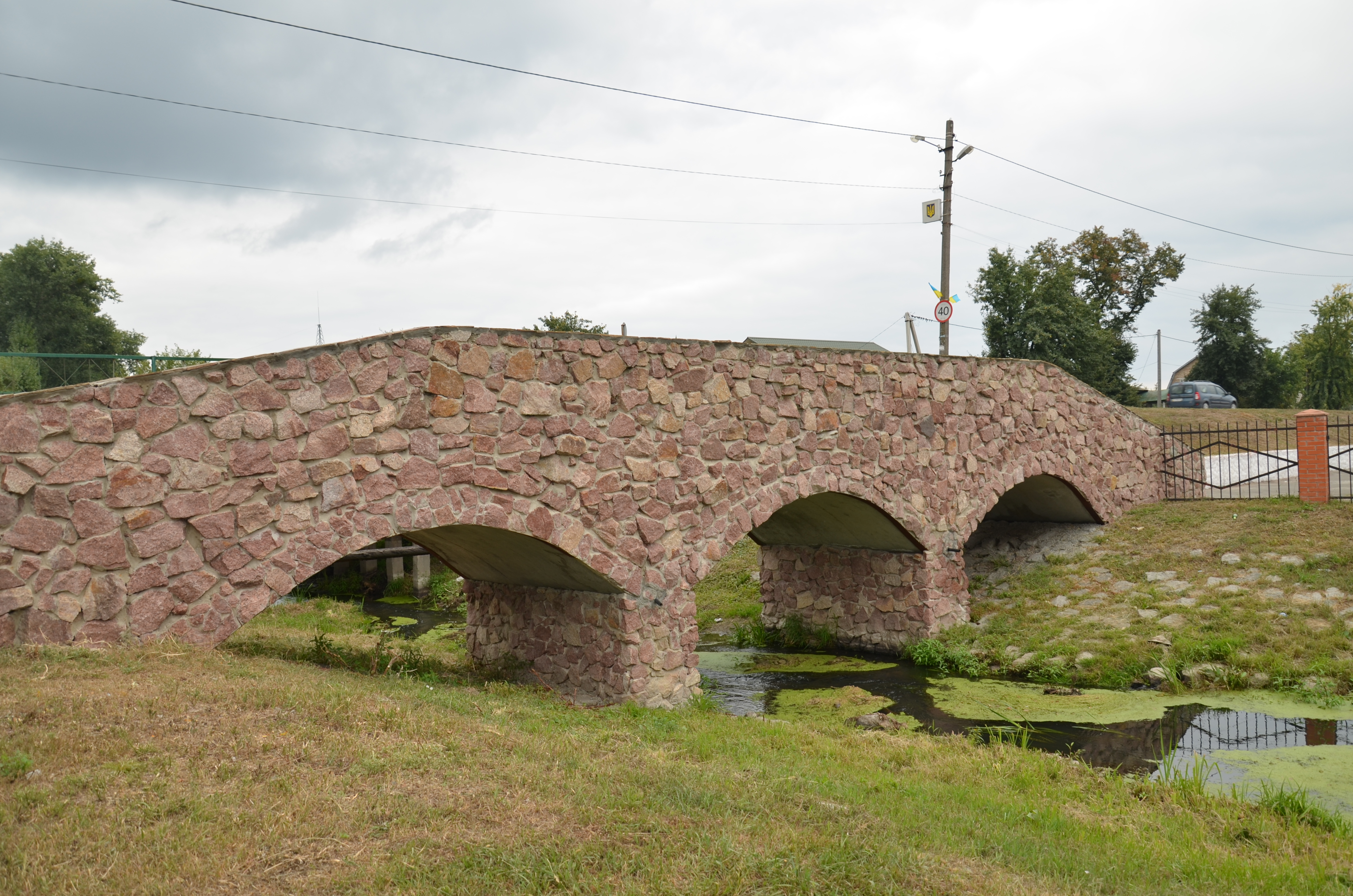
Річка Рокач в Гостомелі
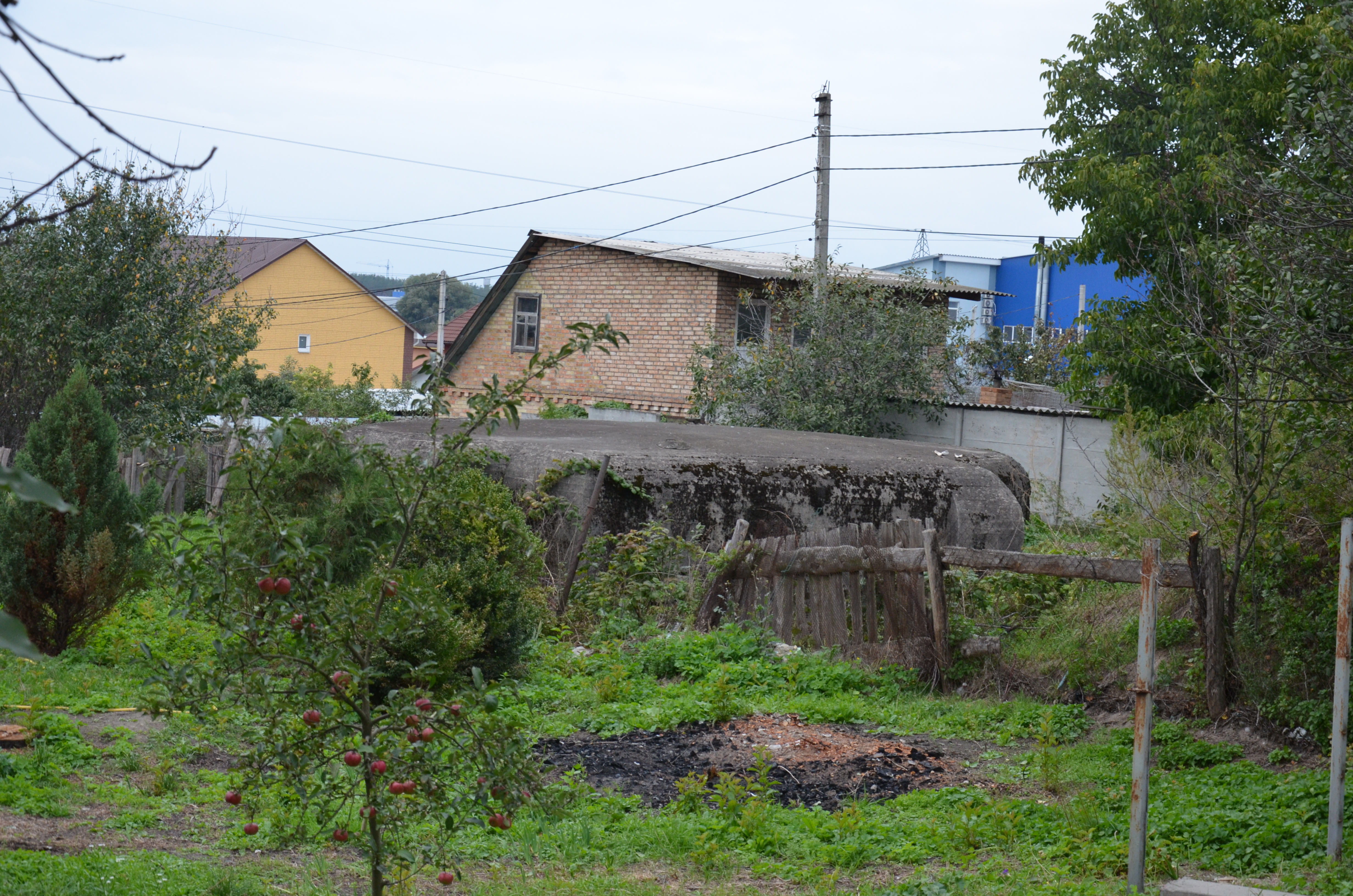
ДОТ № 483, вул. Річкова, між буд. 14 та 16
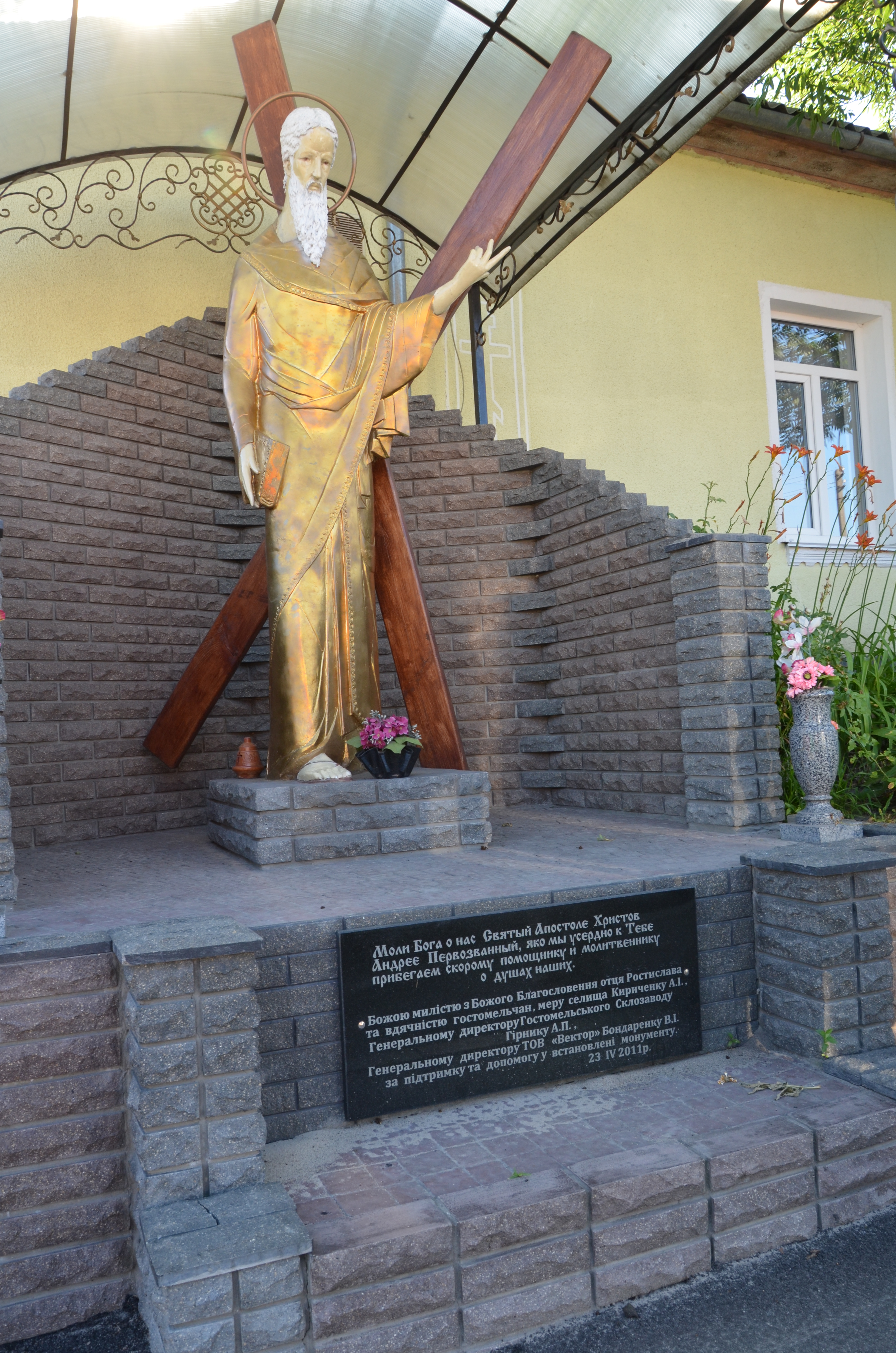
Церква св. Пророка Іллі (Гостомель)
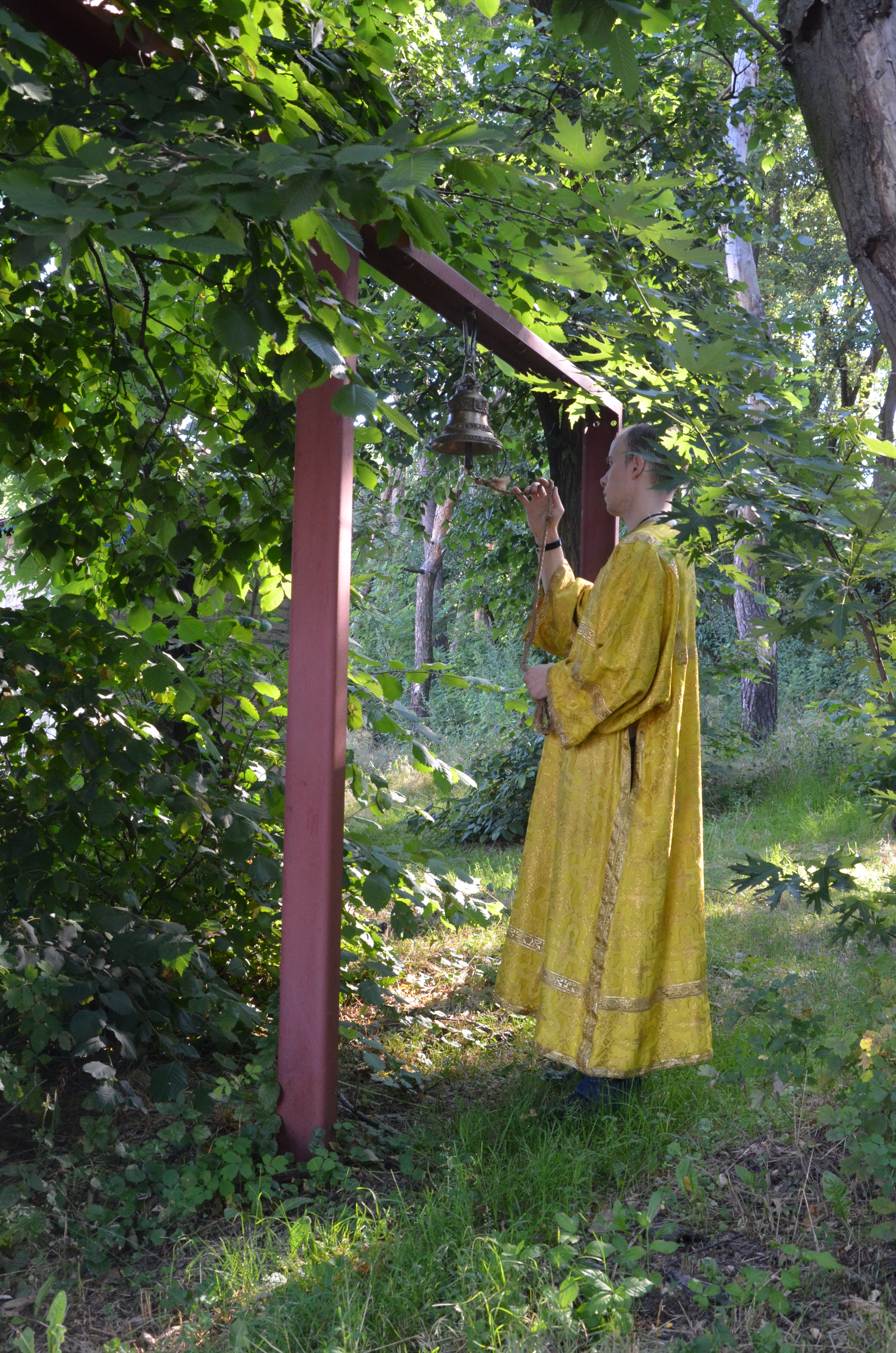
Церква св. Пророка Іллі (Гостомель)
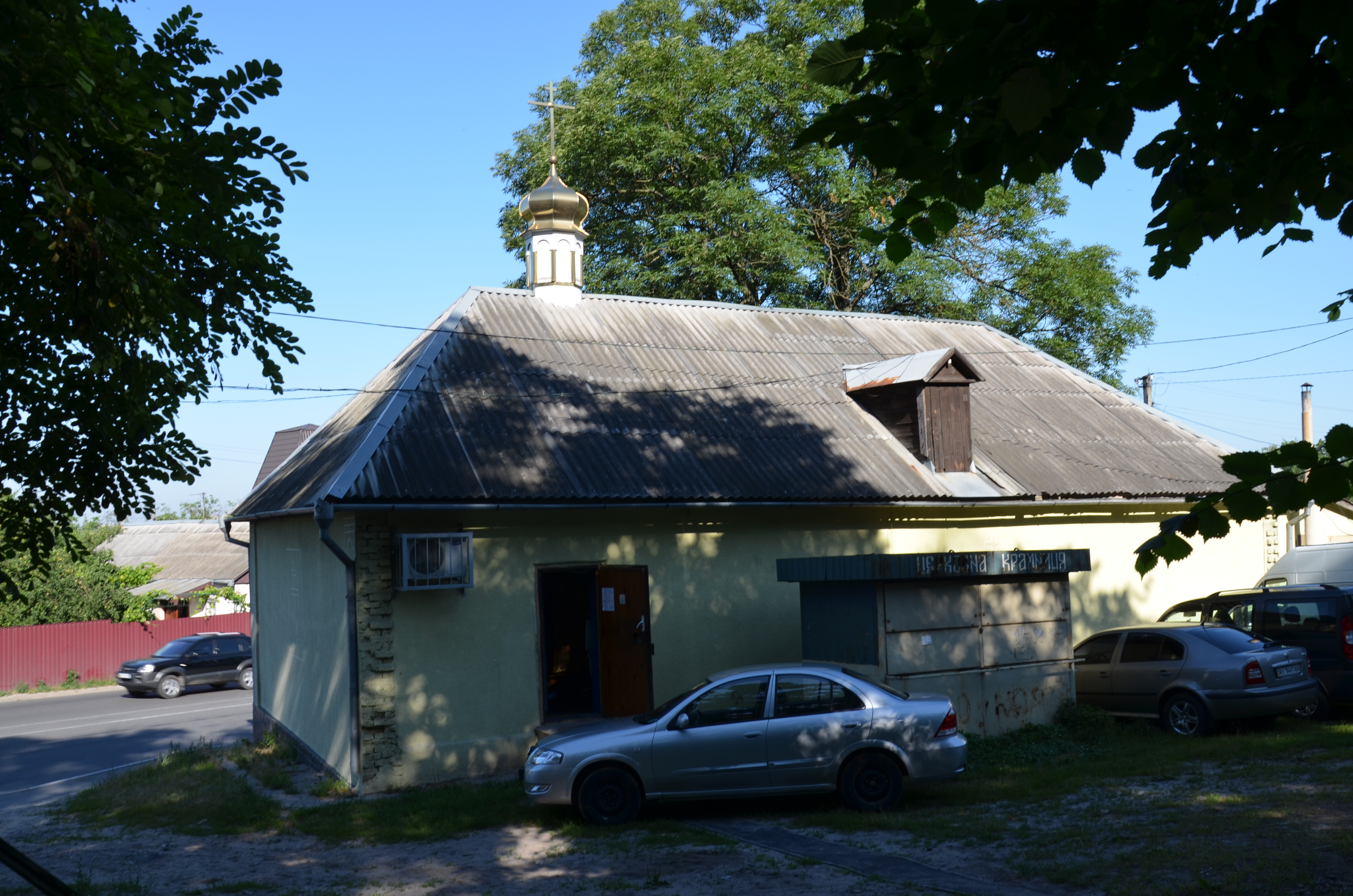
Церква св. Пророка Іллі (Гостомель)
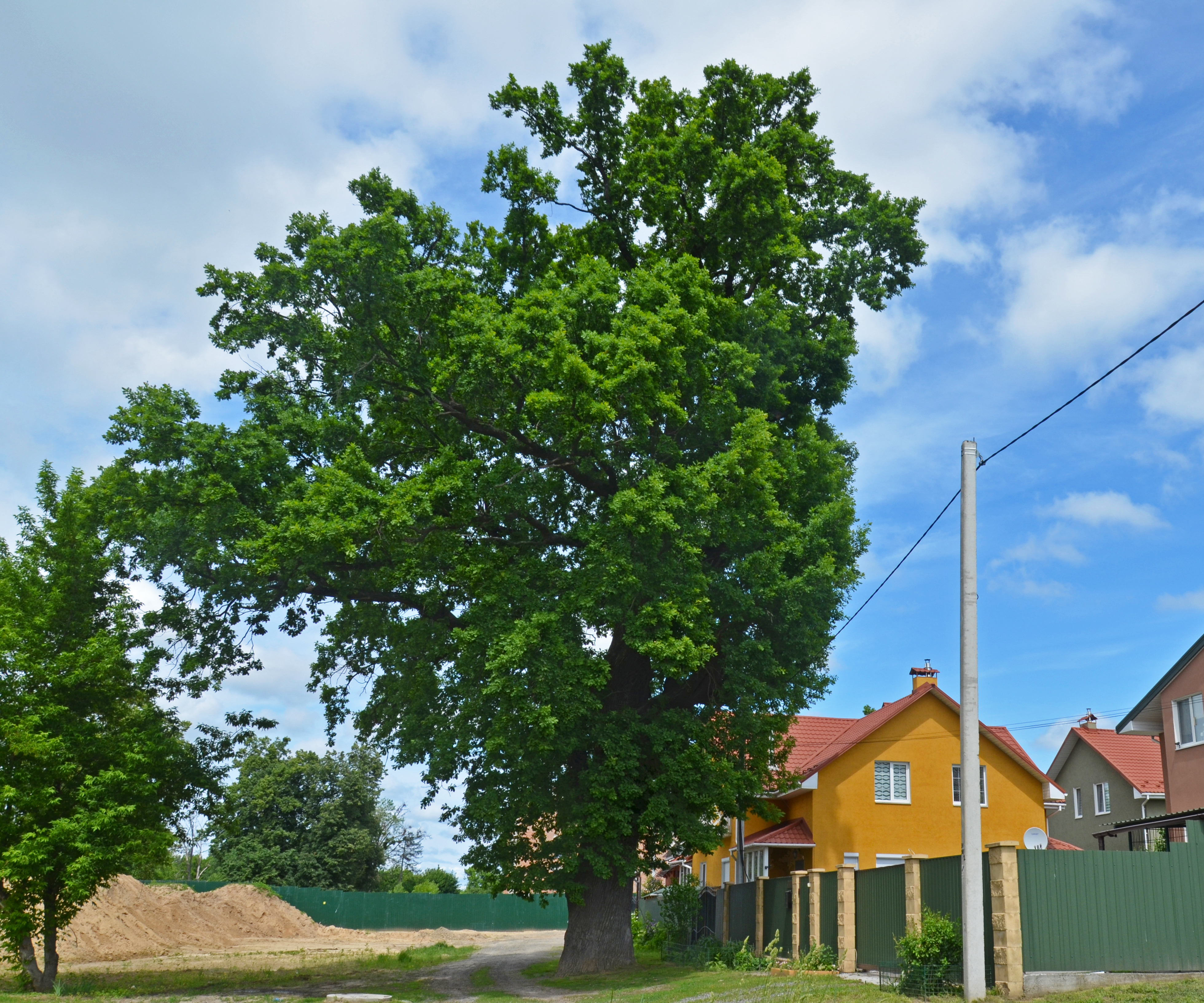
Дуб-Оберіг, вулиця Молодіжна

## Освіта

### Історія освіти
З 1860 року в гостомельській Покровській парафії діяла церковнопарафіяльна школа — спільною для жителів Гостомеля і Яблуньки — тогочасного присілка Гостомеля. Цю школу відкрив 14 листопада 1860 року настоятель парафії, гостомельський священик о. Миронович Михаїл Михайлович. Фундатор і перший завідувач школою служив у Покровському храмі Гостомеля з 1833 року і мав кілька нагород. В 1862 році о. Михаїла замінив о. Власов Євфімій Іоаннович, який завідував школою сім років став використовувати послуги світських вчителів, котрі навчали дітей з Гостомеля, Яблуньки, Блиставиці, Озер. Станом на 1875 рік в першому класі навчалося 36 хлопчиків і 8 дівчаток.
В 1869 році завідувати гостомельсько-яблуньською школою був призначений о. Шеломов Михаїл Никанорович, що мав семінарську освіту і певний час працював викладачем Уманського духовного училища. За сумлінне виконання пастирських та педагогічних обов'язків о. Михаїл був нагороджений набедреником, скуфією та камилавкою. В часи його наставництва в школі почала викладати випускниця Київського університету імені святого Володимира Сьомацька Єпістимія Марківна.

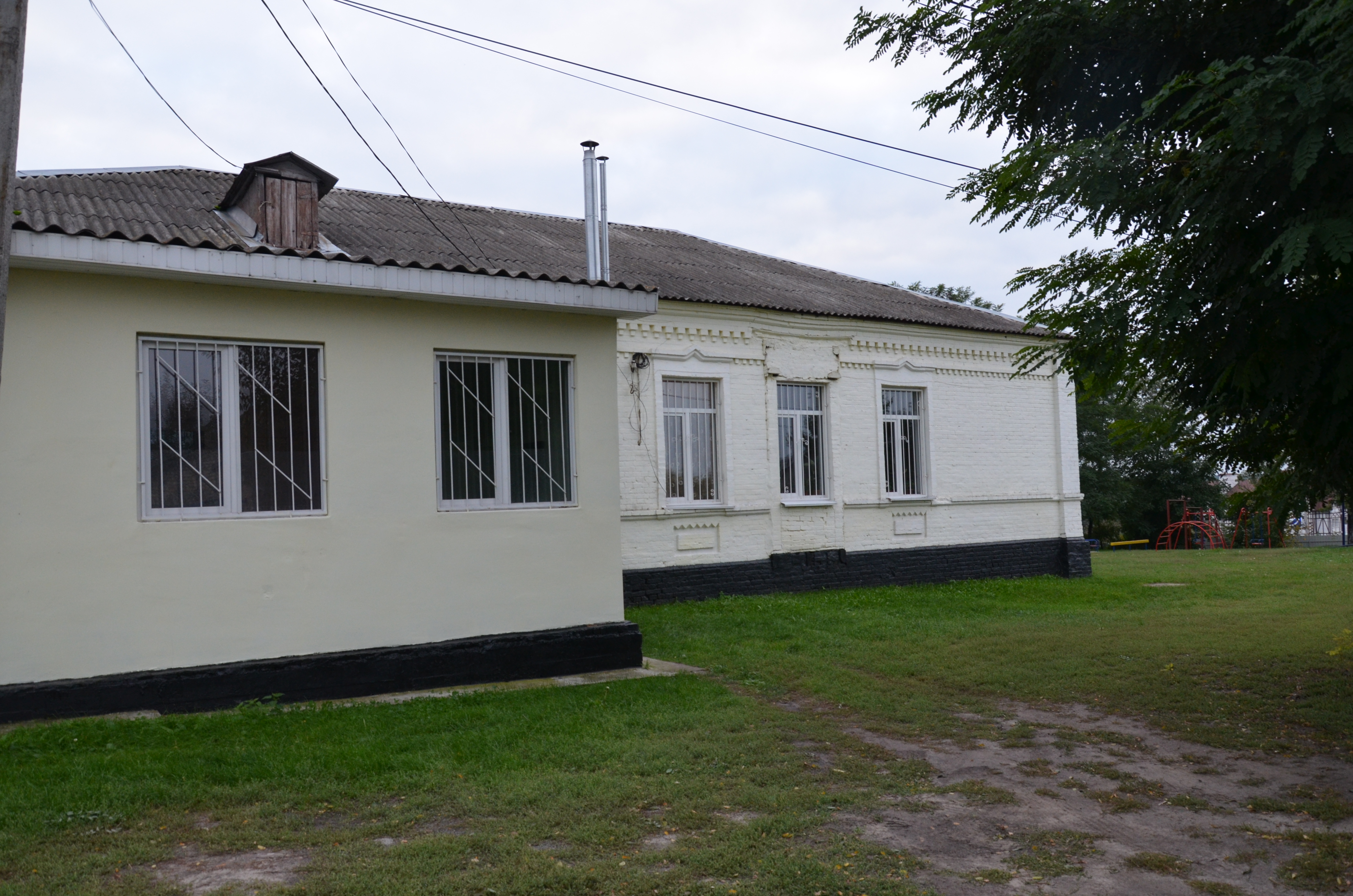
Загальноосвітня школа І ступеня № 16, колишня церковно-приходська школа, Гостомель

З 1884 року діти з Гостомеля і Яблуньки навчалися під керівництвом о. Олександра Красовського, який починав свій трудовий шлях шкільним учителем у м. Обухів.
У 1890 році під керівництвом о. Олександра Красовського у Яблуньці відкрито окрему церковнопарафіяльну школу грамоти, котрою також завідуваго гостомельське духовенство. В 1900 році в ній вчилося 26 першокласників і 6 першокласниць.
З 1899 року діти Яблуньки мали можливість відвідувати державну школу Гостомеля, підпорядковану міністерству народної освіти, однак церковнопарафіяльна школа продовжувала функціонувати. Останнім її наставником був о. Кремінський Андрій Левович, котрий прибув до гостомельської парафії в 1903 році. На початку Першої світової війни школу було закрито. В 1915 році вона відновила своє існування до приходу радянської влади.
Школа функціонує і досі. В школі є три класні кімнати, ігрова кімната, організовано невелику бібліотеку. Створена шкільна дитяча організація «Веселка», яка об'єднує усіх школярів школи.
У 1998 році назву закладу змінено на загальноосвітню школу І ступеня № 16 м. Ірпеня.
Зараз у Гостомелі діє Ліцей номер 1 та Ліцей номер 2 ГСР а також є ДНЗ номер 17 «Веселка».

## Корупція
У 2023 році після відвідин Гостомеля представниками французької компанії Neo-Eco, підприємство запропонувало селищу допомогти у відбудові будинків, школи і дитячого садочка. Але коли компанія подала заявку на отримання дозволу на будівництво, місцева влада попросила перевести всі кошти на їхні рахунки. За словами керівництва компанії, після відмови місцева адміністрація почала затягувати час, додавати нові вимоги до контракту і намагалась стимулювати компанію давати конверти потрібним людям. Тому у 2023 року Neo-Eco була змушена відмовитись від проєкту.
Після оприлюднення цієї історії, журналісти виявили докази масштабніших розкрадань військовою адміністрацією селища та звинуватили її голову Сергія Борисюка у привласненні 21 млн гривень (приблизно $470000).

## Відомі персоналії

### Уродженці
- vioria (справжнє ім'я Віолета Шумар) — українська поп-співачка з Гостомеля, відома своїми піснями та унікальним стилем.
- Артеменко Федір Петрович — полковник Армії УНР;
- Гнітецький Андрій Віталійович (1979—2023) — старший лейтенант Збройних сил України, учасник російсько-української війни.
- Ейдельман Олександр Лазарович (1904—1995) — піаніст, педагог;
- Матешко Ольга Миколаївна (* 1947) — українська радянська акторка;
- Фесенко Тетяна Сергіївна (1992—2023) — українська військовослужбовиця, солдат Збройних сил України, учасниця російсько-української війни, що трагічно загинула під час російського вторгнення в Україну в березні 2023 року.

- Шульга Михайло Сидорович (1897 —?) — український вчений. У 1926 р. закінчив Київський інститут народної освіти. Кандидат біологічних наук. Впродовж 1939—1944 рр. працював на посаді доцента кафедри гістології Київського медичного інституту ім. О. Богомольця. У 1944 р. був направлений у м. Чернівці для організації роботи новоствореного медичного інституту Працював заступником директора з навчальної і наукової роботи і завідувачем кафедри гістології. За час роботи в Чернівцях опублікував 5 наукових праць, у тому числі методичні вказівки для студентів з гістології та ембріології. Наприкінці 1945 р. повернувся до Київського інституту ім. О. Богомольця для завершення докторської дисертації.

### Проживали
- Мальчевський Леонід Антонович (1923) — музичний педагог, музикант-кларнетист, диригент.
- Солодюк Надія Филимонівна (1911-?) — лікарка, патофізіолог, наукова співробітниця Інституту клінічної фізіології АН УРСР у 1940-х роках. Під час німецько-радянської війни працювала в Гостомельській лікарні та партизанському загоні.[23][24][25] Авторка книги спогадів.

## Інше
Тут розташований потенційний третій аеропорт Києва ― міжнародний аеропорт «Гостомель». Також поруч із селищем знаходився випробувальний полігон рейкового електротранспорту «Капвей», але проєкт закинули, тож у липні 2021 року рейковий автобус перевезли до Державного музею авіації ім О. К. Антонова.
24 грудня 2019 року в Гостомелі відкрили станцію очищення та знезалізнення води, яка протягом доби очищуватиме 1200 кубометрів води й забезпечуватиме нею військове містечко.

## Місто-побратим
Ржепоріє, Чехія (2023)
Велізі-Віллакубле, Франція (2024)

## Виноски
1. ↑  Статистичний збірник: Чисельність наявного населення України» на 1 січня 2020 року (PDF). Державна служба статистики України. 2020. Архів оригіналу (PDF) за 2 січня 2020. Процитовано 3 серпня 2024.
2. 1 2  Проект Постанови про віднесення селища міського типу Гостомель Бучанського району Київської області до категорії міст. Верховна Рада України.
3. ↑  Указ Президента України від 6 березня 2022 року № 111/2022 «Про встановлення почесної відзнаки «Місто-герой України»»
4. ↑  Hostoml // Słownik geograficzny Królestwa Polskiego. — Warszawa : Druk «Wieku», 1882. — Т. III. — S. 163. (пол.)— S. 163
5. ↑  Букет Євген. Іван Бондаренко — останній полковник Коліївщини. Історичний нарис. — Київ: Видавництво «Стікс», 2014. — 320 с. ISBN 978-966-2401-09-7
6. ↑  У Гостомелі російська ракета залишила величезну вирву біля житлового будинку. ukrinform.ua (українською) . 25 лютого 2022. Архів оригіналу за 2 березня 2022. Процитовано 26 лютого 2022.
7. ↑  Нацгвардія дала бій противнику в Гостомелі під Києвом [Архівовано 24 лютого 2022 у Wayback Machine.], Еспресо, 24 лютого 2022
8. ↑  Оперативний випуск новин за 19:00. YouTube. Факти ICTV. 24 лютого 2022. Архів оригіналу за 26 лютого 2022. Процитовано 9 березня 2022.
9. ↑  Зеленський: Озброєний десант на Гостомель заблоковано, надано наказ на знищення. Інтерфакс-Україна (укр.). Архів оригіналу за 24 лютого 2022. Процитовано 24 лютого 2022.
10. ↑  Арестович уточнив, що у Гостомелі ще триває бій. Інтерфакс-Україна (укр.). Архів оригіналу за 24 лютого 2022. Процитовано 24 лютого 2022.
11. ↑  Аеропорт у Гостомелі – під контролем ЗСУ. Інтерфакс-Україна (укр.). Архів оригіналу за 24 лютого 2022. Процитовано 24 лютого 2022.
12. ↑  Поляковська, Тетяна (25 лютого 2022). У Гостомелі було ліквідовано близько 200 російських спецпризначенців - Арестович. УНІАН (українською) . Архів оригіналу за 26 лютого 2022. Процитовано 26 лютого 2022.
13. ↑  Жданов, Ігор (26 лютого 2022). Ситуація в Україні станом на ранок 26 лютого або аналіз за даними відкритих джерел. Інтерфакс-Україна (українською) . Архів оригіналу за 26 лютого 2022. Процитовано 26 лютого 2022.
14. ↑  У Гостомелі захоплено військову частину, російські солдати перевдягаються у форму Нацгвардії – нардеп Федина. Інтерфакс-Україна (українською) . 26 лютого 2022. Архів оригіналу за 26 лютого 2022. Процитовано 26 лютого 2022.
15. ↑  Zinets, Natalia; Hunder, Max (1 квітня 2022). Ukraine says Russian forces pushed back around Kyiv but fighting continues. Reuters (англ.). Процитовано 1 квітня 2022.
16. ↑  Ukraine ‘retakes whole Kyiv region’ as Russia looks east, aljazeera.com (3 April 2022)
17. ↑  Новосвітня, Катерина (21 травня 2022). Гостомелю надають статус міста. Вечірній Київ. Архів оригіналу за 12 вересня 2024. Процитовано 6 березня 2025.
18. ↑  Рідні мови в об'єднаних територіальних громадах України — Український центр суспільних даних
19. ↑  Перерва Володимир Степанович. «Історія шкільництва в містах і селах Київщини XIX — початку XX ст.» — Біла Церква: Вид. О. Пшонковський, 2008. — 672 с. іл. ISBN 878—966-2083-28-6. Сторінка 604
20. ↑  ITV (25 листопада 2024). Французи оприлюднили дані про корупцію у Гостомельській СВА під час відбудови селища. ITV (рос.). Процитовано 27 листопада 2024.
21. ↑  Corruption looms over Ukraine's massive reconstruction effort. France 24 (англ.). 14 листопада 2024. Процитовано 27 листопада 2024.
22. ↑  bihus.info (8 червня 2023). Начальника Гостомельської адміністрації звільнили після розслідування Bihus.Info про роздачу грошей фейковим ФОПам. Bihus.Info (укр.). Процитовано 27 листопада 2024.
23. ↑  Собчук В. М. Гостомельський край: історія і сучасність. публіц.-історичне видання — К.: м. Ірпінь: ВТФ «Перун», 2017—136с.: іл. ISBN 978-966-569- 319-2 (PDF). Архів оригіналу (PDF) за 5 лютого 2020. Процитовано 5 лютого 2020.
24. ↑  Родня. Полиция и партизаны, 1941—1944. На примере Украины / Авт.-сост.: А. Гогун, И. Дерейко, А. Кентий. Центральный государственный архив общественных объединений Украины; Ведомственный государственный архив службы безопасности Украины. — К.: Украинский издательский союз, 2011. — 576 с.(рос.)
25. ↑  Наумов, М. И. От границы до границы /стенограмма 1946 г./. Приложение: сб. док. /сост. Г. М. Наумова, А. В. Бибик/. Электронная версия. –Киев: 2017. –197с. –ил. 188. [Архівовано 5 лютого 2020 у Wayback Machine.](рос.)
26. ↑  Закинутий під Гостомелем капвей став музейним експонатом. LB.ua. 29 липня 2021.
27. ↑  У Гостомелі відкрили станцію знезалізнення й очищення води (відео). Архів оригіналу за 25 грудня 2019. Процитовано 25 грудня 2019.
28. ↑  Гостомель та район чеської Праги – Ржепоріє стали містами-побратимами. decentralization.gov.ua. Процитовано 26 травня 2023.
29. ↑  Конгрес мерів у Парижі: народжується щонайменше 7 нових партнерств. www.decentralization.ua. Процитовано 2 грудня 2024.